# Castello di Wildenwart
Il Castello di Wildenwart (o Wildenwart ) (in tedesco: Schloss Wildenwart o Schloss Wildenwarth) è un edificio situato nella frazione di Wildenwart, situata nel comune di Frasdorf, in Baviera. Dopo numerose proprietà di baroni e signori locali, fu acquistato da Francesco V di Modena, che vi visse in esilio, poi acquisito dalla regina Maria Teresa di Baviera, moglie di Ludovico III, che vi morì nel 1919.

## Storia

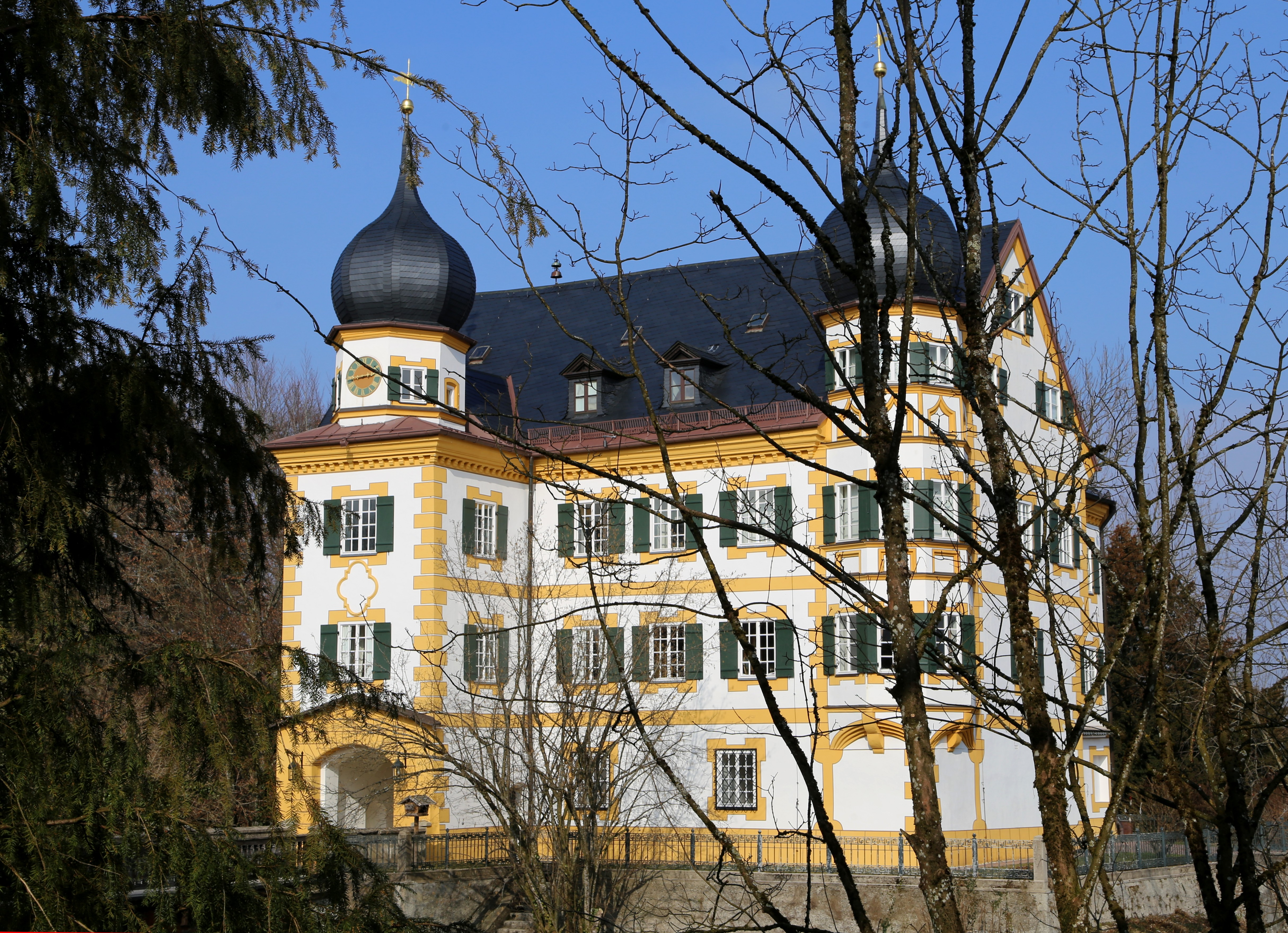
Il castello di Wildenwart.

Il Castello di Windenwart si trova nella omonima località di Wildenwart, situato nel comune di Frasdorf, in Baviera, che significa "vedetta nella natura selvaggia". Secondo una nota, o menzione, del 1244, si ritiene che il castello sia stato costruito intorno all'inizio del XIII secolo per proteggere il passaggio sulla valle del Prien. In questo periodo, esisteva una famiglia nota come "Wildenwarter". In seguito, i signori del castello furono gli "Aschauer sull'Hirnsberg". Dal 1400 al 1500 circa, la tenuta e il castello furono di proprietà dei duchi di Baviera fino al 1501, quando furono venduti agli Hofer, ricchi proprietari minerari di Rattenberg. Dal 1508 al 1512, Wildenwart appartenne temporaneamente a Matthäus Lang von Wellenburg, in seguito cardinale e arcivescovo di Salisburgo. Dal 1540 al 1608, Wildenwart fu posseduta dai signori di Freyberg zu Hohenaschau; il rappresentante più importante di questa famiglia fu Pankraz von Freyberg zu Hohenaschau, che deteneva anche la signoria di Hohenaschau, un alto funzionario presso la corte ducale, ma si prendeva anche cura intensamente dei suoi sudditi di corte ad Aschau e Wildenwart. La sua regolamentazione delle foreste e dei pascoli alpini è particolarmente degna di nota. AiFreyberg succedettero i baroni tirolesi Schurff. Nel 1771, l'ultimo rappresentante di questa famiglia vendette la proprietà ai conti di Preysing zu Hohenaschau, che la tennero fino all'estinzione della loro linea maschile nel 1853 .

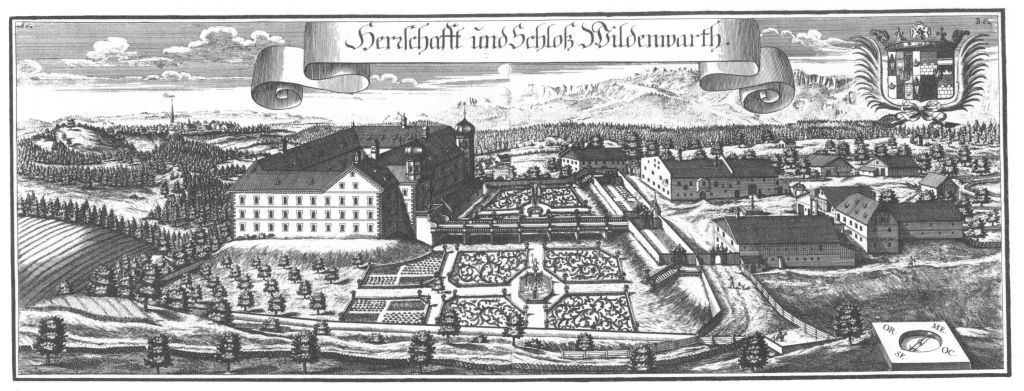
Veduta del castello di Wildenwart.

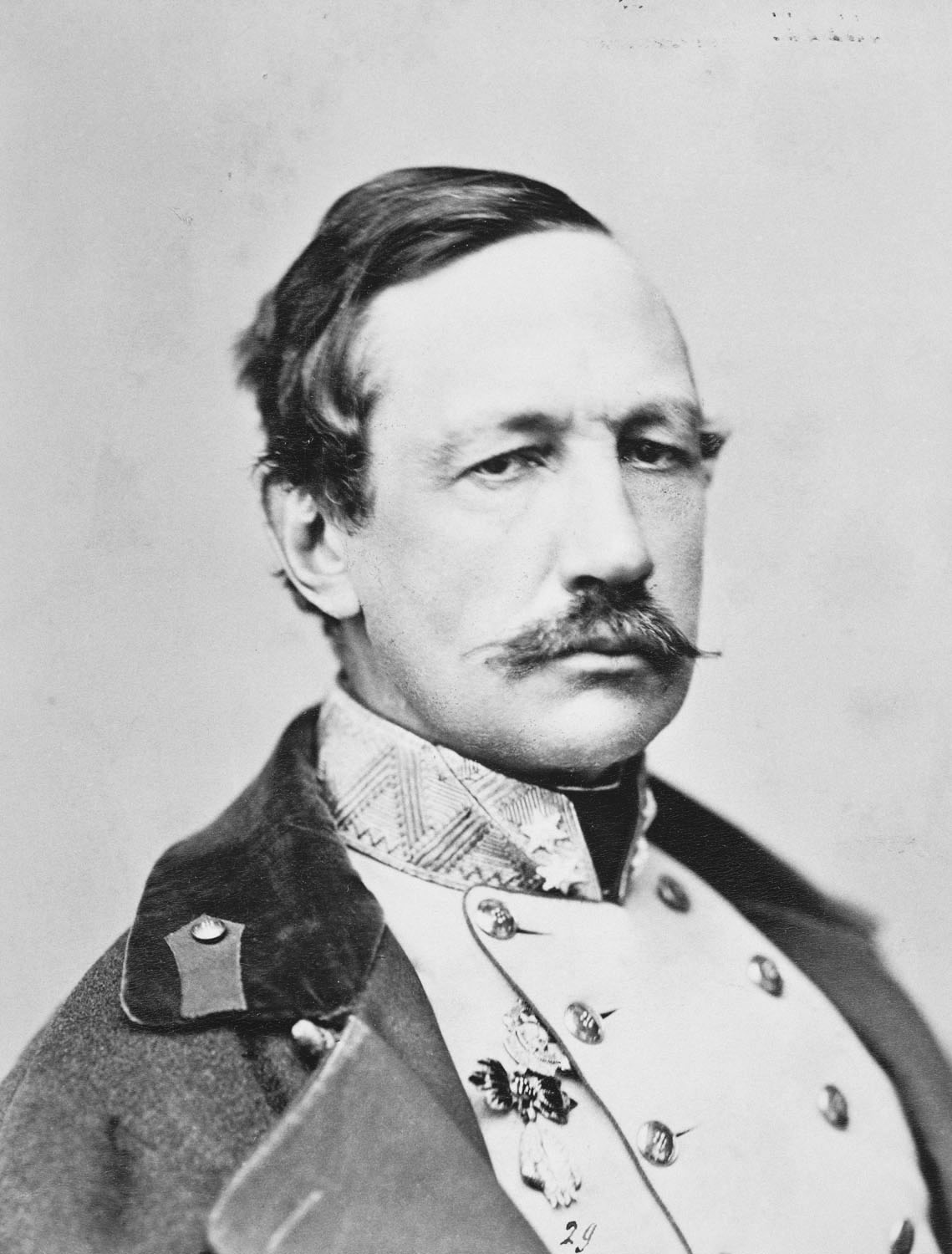
Il duca Francesco V d'Austria-Este.

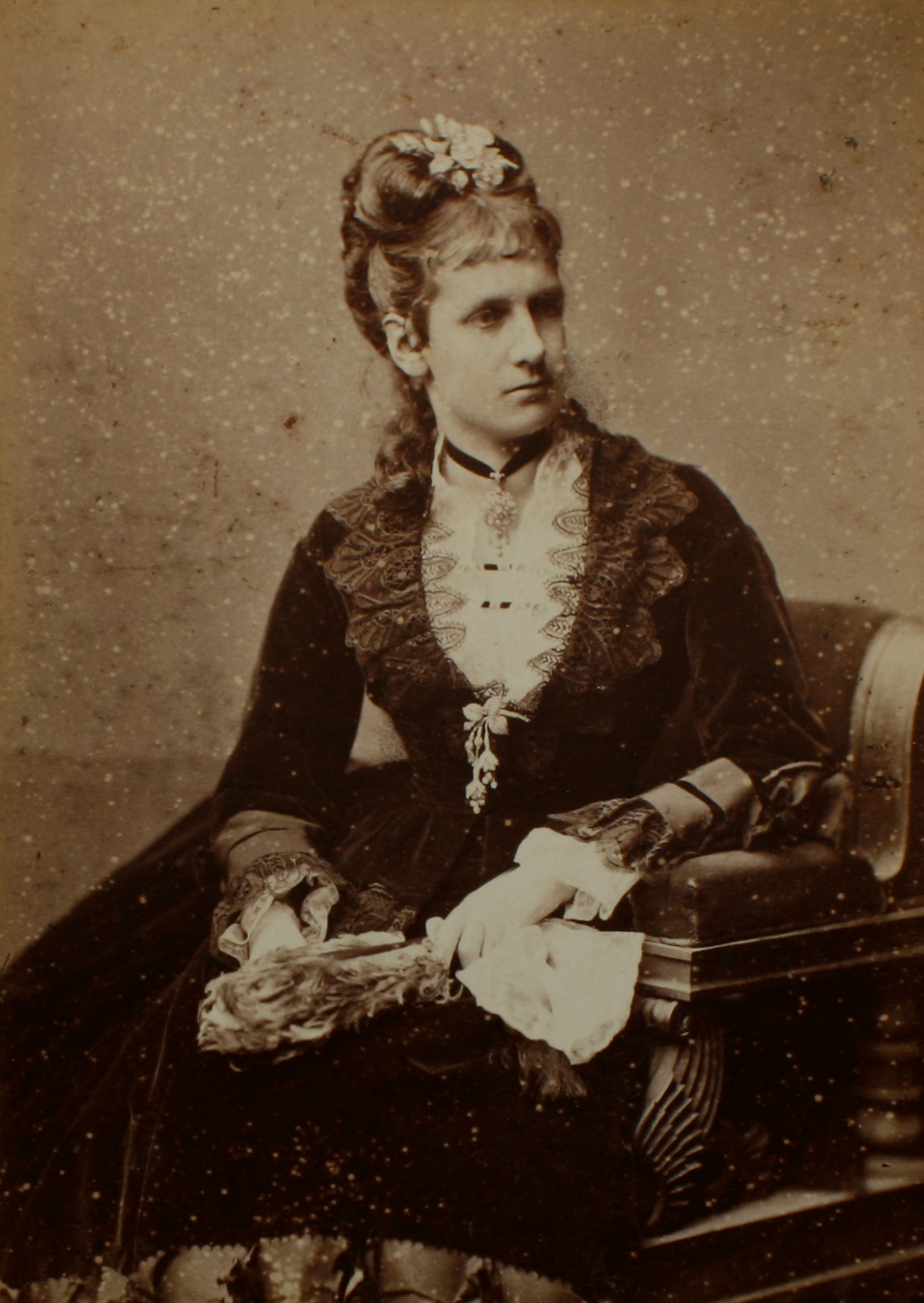
La regina Maria Teresa di Baviera.

Dopo essere passato di mano in mano, la tenuta Wildenwart passò nelle mani del duca Francesco V di Modena-Este, arciduca d'Austria, marito della duchessa Adelgonda, nata principessa di Baviera in quanto figlia del re Ludovico I e sorella quindi del principe reggente Luitpold di Baviera. Dopo la Seconda guerra d'indipendenza e la successiva Unità d'Italia, i duchi di Modena vissero in esilio tra il Castello del Catajo, nel padovano, Palazzo Modena, a Vienna, e il Castello di Wildenwart. Nel 1875, Francesco V morì e così dai "Modena", Wildenwart passò per eredità come proprietà privata a Maria Teresa, figlia di Ferdinando Carlo Vittorio d'Austria-Este e quindi nipote dell'ultimo duca modenese, moglie del principe Ludovico poi re Ludovico III di Baviera. la regina Maria Teresa e la sua numerosa famiglia trascorrevano regolarmente i mesi estivi a Wildenwart e, durante la rivoluzione del novembre nel 1918, la famiglia reale fuggì da Monaco e da quel momento in poi fece di Wildenwart la propria residenza. Maria Terese morì qui nel 1919 e suo marito, Ludovico III, morì nell'ottobre 1921 mentre soggiornava nella tenuta di Sárvár in Ungheria. Per quanto riguarda la sua struttura e il suo nucleo centrale, Wildenwart è un piccolo castello medievale ad anello. Di quel periodo rimangono solo pochi resti delle mura. Il castello, nel suo stato attuale, risale al XVI e XVII secolo. È uno degli edifici castellani antichi meglio conservati e più suggestivi del suo genere nella regione. Dopo la morte della principessa Elmtrude nel 1977, è stato ampiamente ristrutturato. Fino alla fine del XIX secolo, il villaggio di Wildenwart era costituito solo dal castello con i suoi annessi, la locanda del castello e la tenuta del fabbro. La maggior parte delle fattorie di Wildenwart e dintorni erano soggette alla signoria del castello. Fu costruita tra il 1933 ed il 1934 una chiesa pastorale e commemorativa per i sovrani Ludovico III e Maria Teresa di Baviera; il suo stile riecheggia l'architettura barocca locale. Notevole è la pala dell'altare maggiore che raffigura re Ludovico e la regina Maria Teresa che rendono omaggio a Cristo Re. A sinistra, una vista del Castello di Wildenwart, a destra, una vista della chiesa. Il cimitero fu istituito nel 1952. Numerosi reperti, immagini e scritti sulla tenuta di Wildenwart e sulla famiglia reale si trovano nel Museo del Villaggio di Frasdorf .